# Courtnee Draper
Courtnee Alyssa Draper (Orlando, 24 april 1985) is een Amerikaanse actrice, zangeres, advocaat en stemactrice. Ze is vooral bekend om haar rollen als Morgan Hudson in The Jersey, Sam in The Thirteenth Year, Megan Larson in Stepsister from Planet Weird en Elizabeth in BioShock Infinite.
Voor haar optreden in BioShock Infinite werd Draper genomineerd voor een British Academy Games Award voor Performer en won een Spike Video Game Award (Best Song) voor haar uitvoering van "Will the Circle Be Unbroken" in het spel (Draper nam later ook een versie op van "You Belong to Me" voor het vervolg van de game, Burial at Sea). Draper was ook een castlid van The Bold and the Beautiful van april tot oktober 2002 als Erica Lovejoy.

## Filmografie
- The Modern Adventures of Tom Sawyer (1998)
- Magic Jersey (1998), tv-film
- The Thirteenth Year (1999)
- The Duke (1999)
- Stepsister from Planet Weird (2000)
- The Biggest Fan (2002)
- The Cat Returns (2002), stemrol
- Sleepover (2004)
- The Immaculate Misconception (2006)
- Surf's Up (2007), stemrol
- Ponyo (2008), stemrol

### Televisie
- Home Improvement (1998), 1 afl.
- The Jersey (1999–2004), 56 afl.
- The Bold and the Beautiful (2002), 86 afl.
- Buffy the Vampire Slayer (2002), 1 afl.
- Tru Calling (2004), 1 afl.
- The Days (2004), 5 afl.
- Veronica Mars (2004), 1 afl.
- CSI: Miami (2005), 1 afl.
- Ghost Whisperer (2007), 1 afl.